# دبليو أ. بي. كوليدج
دبليو أ. بي. كوليدج (بالإنجليزية: W. A. B. Coolidge)‏ (و. 1850 – 1926 م) هو متسلق الجبال، ومدرس أمريكي، ولد في نيويورك، توفي في جريندلفالد، عن عمر يناهز 76 عاماً.

## التعليم
تعلم في كلية إكستر، وElizabeth College, Guernsey ‏.

## جوائز
حصل على جوائز منها:
- الدكتوراه الفخرية من جامعة برن.

## روابط خارجية
- دبليو أ. بي. كوليدج على موقع الموسوعة البريطانية (الإنجليزية)